# Celebrul 702 (film)
Celebrul 702 este un film românesc din 1962 regizat de Mihai Iacob. Rolurile principale au fost interpretate de actorii Radu Beligan, Ion Finteșteanu și Sanda Toma.

## Distribuție
Distribuția filmului este alcătuită din:
- Radu Beligan — Kid Sandman, gangster, deținutul nr. 702 din închisoarea Bing Bing, condamnat la moarte
- Ion Finteșteanu — Joe Calagambista, deținutul nr. 703, colegul de celulă al lui Kid, condamnat la 25 de ani de muncă silnică
- Sanda Toma — Diana, stenodactilografa cărților lui Kid, „fata în albastru” pe care Kid a întâlnit-o mai demult în Kronx
- Jules Cazaban — Jackson, avocatul lui Kid
- Ștefan Ciobotărașu — Spike, gardianul care păzește sectorul lui Kid
- Mircea Șeptilici — Steve Harrison, proprietarul editurii „Books & Books”
- Nicolae Gărdescu — pr. Davis, capelanul închisorii
- Willy Ronea — Phil Gleen, directorul închisorii Bing Bing din sud-vestul Alergicii (menționat V. Ronea)
- Fory Etterle — Sullivan, directorul închisorii Alcatraz (menționat Fory Eterle)
- Angela Chiuaru — Miss Page, secretara editorului Harrison
- Anda Caropol — reporterița radio care-i ia un interviu lui Kid
- Ion Ciprian — Sam, omul de încredere al bătrânului Armitage (editorul rival al lui Harrison)
- Dorin Dron — Antonio, șeful bandei de hangsteri care a jefuit magazinele Williams
- Dem Rădulescu — Good, gangster, omul de încredere al lui Antonio (menționat Dem. Rădulescu)
- Tudorel Popa — deținut
- Maria Marselos — secretara directorului închisorii (menționată M. Marselos)
- Amza Pellea — inspectorul Blotto, șeful ceremonialului din închisoarea Bing Bing
- Puiu Călinescu — deținut
- Constantin Rauțchi — deținut (menționat C. Rauțchi)
- Manuela Cernat — jurnalistă blondă aflată în vizită la închisoare (menționată Manuela Gheorghiu)
- Aurora Eliad — jurnalistă aflată în vizită la închisoare
- Mitzura Arghezi — jurnalistă șatenă aflată în vizită la închisoare
- Geo Saizescu — deținutul cu ochelari
- Victor Moldovan — deținut
- Ștefan Mihăilescu-Brăila — deținut (menționat St. Mihăilescu-Brăila)
- Arcadie Donos — operatorul aparatului Alcheron 3 (menționat A. Donos)
- Jean Lorin Florescu — gardianul supraveghetor al execuțiilor pe scaunul electric (menționat Jean Lorin)
- Cosma Brașoveanu — fotograful editurii „Books & Books”
- Val Lefescu — deținut (menționat Val. Lefescu)
- Gheorghe Popovici-Poenaru (menționat Gh. Popovici-Poenaru)
- Constantin Lipovan
- Izabela Gabor
- Zighi Goldenberg — deținutul executat pe scaunul electric la începutul filmului (menționat Al. Munte)
- Florin Piersic — speakerul companiei ABA Publicity
- Ovid Teodorescu — gardianul bolnav de ulcer și corupt (nemenționat)

## Primire
Filmul a fost vizionat de 2.019.466 de spectatori în cinematografele din România, după cum atestă o situație a numărului de spectatori înregistrat de filmele românești de la data premierei și până la data de 31 decembrie 2014 alcătuită de Centrul Național al Cinematografiei.